# Perrefitte
Perrefitte é uma comuna da Suíça, situada na região administrativa de Jura Bernense, no cantão de Berna. Tem 8,67 km² de área e sua população em 2018 foi estimada em 463 habitantes.